# Liste des universités japonaises publiques
Le système universitaire japonais comporte 83 universités publiques et 17 collèges universitaires publiques, pouvant avoir pour tutelle principale une préfecture, une municipalité, ou un autre type de collectivité locale. Les universités publiques sont réunies dans l'association des universités publiques (ja) et les collèges universitaires publiques sont réunies dans l'association des collèges universitaires publiques (ja) .

## Universités publiques

### Hokkaidō
- Université publique de Kushiro
- Université publique du futur de Hakodate
- Université de médecine de Sapporo
- Université municipale de Sapporo
- Université municipale de Nayoro

### Tōhoku
- Université préfectorale des sciences de la santé d'Aomori
- Université publique d'Aomori
- Université préfectorale d'Iwate
- Université de Miyagi
- Université préfectorale d'Akita
- Université d'études internationales
- Université préfectorale des sciences de la santé de Yamagata
- Université d'Aizu
- Université préfectorale de médecine de Fukushima

### Kantō
- Université préfectorale des sciences de la santé d'Ibaraki
- Université préfectorale des sciences de la santé de Gunma
- Université préfectorale pour femmes de Gunma
- Université d'économie de Takasaki
- Université de technologie de Maebashi
- Université préfectorale de Saitama
- Université préfectorale des sciences de la santé de Chiba (ja)
- Collège doctoral de technologie de l'industrie
- Université métropolitaine de Tokyo
- Université préfectorale d'actions sociales de Kanagawa
- Université municipale de Yokohama

### Chūbu
- Université préfectorale d'infirmières de Niigata
- Université préfectorale de Niigata (ja)
- Université préfectorale de Toyama
- Université préfectorale d'Ishikawa
- Université préfectorale d'infirmières d'Ishikawa
- Université des beaux arts de Kanazawa
- Université préfectorale de Fukui
- Université de sciences et lettres de Tsuru
- Université préfectorale de Yamanashi
- Université d'infirmières de la préfecture de Nagano
- Université préfectorale d'infirmières de Gifu
- Collège doctoral d'arts et sciences des médias
- Université de pharmacie de Gifu
- Université préfectorale de Shizuoka
- Université des arts et de la culture de Shizuoka
- Université préfectorale d'Aichi
- Université préfectorale des arts d'Aichi
- Université municipale de Nagoya
- Université préfectorale de Nagano

### Kinki
- Université préfectorale d'infirmières de Mie
- Université préfectorale de Shiga
- Université municipale des Arts de Kyoto
- Université préfectorale de Kyoto
- Université préfectorale de médecine de Kyoto
- Université municipale d'Osaka
- Université préfectorale d'Osaka
- Université municipale de langues étrangères de Kōbe
- Université municipale d'infirmières de Kōbe
- Université préfectorale de Hyōgo
- Université préfectorale de Nara
- Université préfectorale de médecine de Nara
- Université préfectorale de médecine de Wakayama

### Chūgoku
- Université des sciences de l'environnement de Tottori
- Université préfectorale de Shimane
- Université préfectorale d'Okayama
- Université publique de Niimi
- Université municipale d'Onomichi
- Université préfectorale de Hiroshima
- Université municipale de Hiroshima
- Université municipale de Fukuyama
- Université municipale de Shimonoseki
- Université préfectorale de Yamaguchi

### Shikoku
- Université préfectorale des sciences de la santé de Kagawa
- Université préfectorale des sciences de la santé d'Ehime
- Université préfectorale de Kōchi
- Université de technologie de Kōchi

### Kyūshū
- Université municipale de Kitakyūshū
- Université d'odontologie de Kyūshū
- Université préfectorale de Fukuoka
- Université pour femmes de Fukuoka
- Université préfectorale de Nagasaki
- Université préfectorale de Kumamoto
- Université de sciences de la santé d'Ōita
- Université préfectorale d'infirmières de Miyazaki
- Université municipale de Miyazaki
- Université préfectorale d'infirmières d'Okinawa
- Université préfectorale d'arts d'Okinawa
- Institut scientifique et technologique d'Okinawa
- Université Meiō

## Collèges universitaires publiques
- Collège universitaire à l'Université municipale de Nayoro (ja)
- Collège universitaire de Miyako à l’Université préfectorale d'Iwate (ja)
- Collège universitaire de Morioka à l’Université préfectorale d'Iwate (ja)
- Collège universitaire préfectoral pour femmes de Yonezawa (ja)
- Collège universitaire à l’Université d’Aizu (ja)
- Collège universitaire municipal des sciences infirmières de Kawasaki (ja)
- Collège universitaire municipal d’Ohtsuki (ja)
- Collège universitaire préfectoral de Nagano (ja)
- Collège universitaire municipal pour femmes de Gifu (ja)
- Collège universitaire à l’Université préfectorale de Shizuoka (ja)
- Collège universitaire municipal de Tsu (ja)
- Collège universitaire à l’Université préfectorale de Shimane (ja)
- Collège universitaire municipal de Kurashiki (ja)
- Collège universitaire de Niimi (ja)
- Collège universitaire de Kochi (ja)
- Collège universitaire préfectoral des arts et de la culture d'Ōita
- Collège universitaire préfectoral de Kagoshima (ja)